# Ecce Ancilla Domini
Ecce Ancilla Domini är en oljemålning av den engelske konstnären Dante Gabriel Rossetti. Målningen kallas också Bebådelsen (engelska: The Annunciation). Den målades 1849–1850 och ingår sedan 1886 i Tate Britains samlingar i London. 
Ecce ancilla Domini avbildar ärkeängeln Gabriel och Jungfru Maria och innebar en nytolkning av det i konsthistorien vanliga bebådelsemotivet. Tidigare brukade Maria avbildas i andakt; i Rossettis målning tycks hon nyvaket rygga tillbaka inför Gabriel som saknar sina änglavingar. Målningens latinska titel betyder "Jag är Herrens tjänarinna" och var de ord som enligt Lukasevangeliet (1:38) Maria yttrade till Gabriel efter att han berättat för henne om bebådelsen. Han överräcker henne samtidigt en vit madonnalilja som symboliserar kyskhet.
Som modeller för Maria respektive Gabriel stod konstnärens syskon Christina och William Michael Rossetti. Året innan hade Rossetti målat Jungfru Maria som flicka. Även i denna målning var systern Christina modell för Maria, då tillsammans med Rossettis mor Frances Polidori (1800–1886) som Anna, Marias moder. 
Jungfru Maria som flicka är också utställd på Tate Britain och signerad "PRB" som står för Prerafaelitiska brödraskapet, grundat av de unga konstnärerna William Holman Hunt, John Everett Millais och Rossetti 1848. De inspirerades av konsten före Rafael, främst det italienska 1400-talsmåleriet (ungrenässansen), Dantes diktning och medeltida sagor och legender samt Bibelns berättelser.  

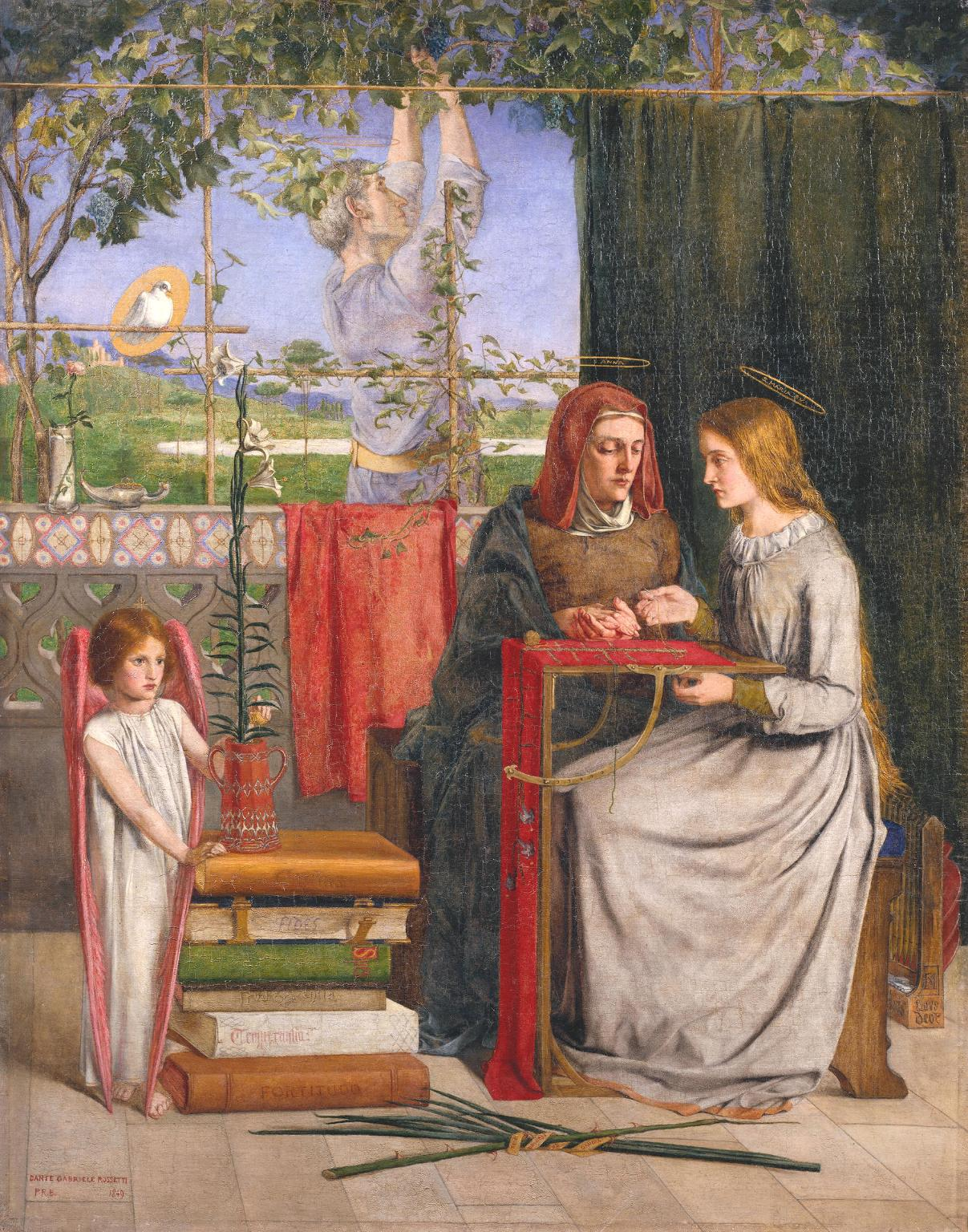
Rossettis The Girlhood of Mary Virgin (1848–1849), Tate Britain.